# Йоргос Сабаніс
Йоргос Сабаніс (грец. Γιώργος Σαμπάνης, 15 травня 1983) — грецький співак, композитор, поет-лірик, музичний продюсер, в минулому грецький легкоатлет, спринтер.

## Біографічні відомості
Йоргос Сабаніс народився 1983 року. З дитинства цікавився музикою, грав на гітарі, писав вірші. Однак найбільшим серйозним захопленням юнака став спорт — спринт на 100 м. За роки професійної спортивної кар'єри здобув 14 золотих медалей. Серед інших шанованих грецьких спортсменів брав участь у церемонії відкриття Олімпійських ігор в 2004 році.
У жовтні 2007 року Йоргос Сабаніс вперше випробував себе як композитора, написавши пісню «Το Φιλί Της Ζωής» Єленою Папарізу, яка мала великий успіх та стала офіційним саунд-треком однойменного грецького фільму режисера Нікоса Запатінаса. Незабаром після цього він випустив свій перший персональний сингл під назвою «Κάπου αλλού», який містив хіт «Σ’ αφήνω στον επόμενο».
У березні 2008 року Йоргос Сабаніс офіційно представив свій перший повний студійний альбом під назвою «Χαράματα». Пісні альбому «Σ'αφήνω στον επόμενο», «Χαράματα» та «Μοιρασιά» (написана спільно із Христосом Дантісом) стали хітами в Греції. Музику для усіх пісень альбому написав сам Сабаніс, авторами лірики стали Янніс Доксас, Анастасія та Йоргос Ставропулос. У запису пісні «Ένα φως ανοιχτό» брав участь дитячий хор Спіроса Ламброса. Впродовж 2008 року співак багато виступав з концертами в Греції, а також написав ще два хіти для двічі платинового альбому Єлени Папарізу «Βρίσκω Τον Λόγο Να Ζω», а саме «Η Καρδιά Σου Πέτρα» та «Πυροτεχνήματα».
Від січня 2009 року впродовж 3 місяців Йоргос Сабаніс робив популярне шоу спільно із ONIRAMA & SALATA LATINA Rise в Піреї. У травні 2009 року він випустив другий студійний альбом, серед пісень якого найбільший успіх мали «Μέρες Που Δεν Σου Είπα Σ' Αγαπώ» (дует із Ралліа Христиду), «Τι Να Μας Κάνει Η Νύχτα» (дует із Stereo Mike) та «Μια Ζωή Θα'μαι Εδώ». Водночас він створив музичне шоу спільно із Пеггі Зіна, написавши також 9 пісень для її нового альбому «Το Πάθος Είναι Αφορμή» у співпраці із поетами Маносом Елефтеріу та Елеаною Врахалі. Наприкінці червня він Йоргос Сабаніс виступав із Пеггі Зіна у США та Салоніках.
2010 року Сабаніс продовжив успішне співробітництво із Єленою Папарізу, а також написав низку хітів для Пеггі Зіна, Йоргоса Мазонакіса. Співпрацював із Йоргосом Даларасом, Яннісом Доксасом та Анною Віссі, написавши для останньої хіт № 1 у грецьких чартах під назвою «Fabulous». Він також взяв участь у «The Fabulous Show» Віссі, яке проходило в Афінській Арені.
В період  2011-2013 років хітами у Греції стали пісні на лірику чи музику Сабаніса у виконанні Янніса Плутархоса, Нікоса Ікономопулоса, Йоргоса Мазонакіса, Пеггі Зіна, Паноса Кіамоса, Пасхаліса Терзіса, Раллії Христиду, Єлени Папарізу, Антоніса Ремоса та ін.
Третій студійний альбом Йоргоса Сабаніса вийшов у березні 2011 року, він має назву «Μυστήριο Τρένο». Також співак записав дует «Ακίνδυνη αγκαλιά» із Деспіною Олімпіу. Наприкінці жовтня 2012 року вийшов новий альбом Сабаніса під назвою «Δεν είμαι ήρωας» під лейблом Universal Music. Серед 10 пісень альбому кавер-версія «Σαν κι Εσένα», написаної 2010 року для Єлени Папарізу. На початку вересня 2013 року Сабаніс представляє свій новий сингл «Μη Μιλάς» (музика Йоргоса Сабаніса, текст написала Елеана Врахалі), це одна з найкращих пісень альбому «Δεν είμαι ήρωας». Сингл вийшов під лейблом Cobalt Music. Янніс Пападакіс зняв відеокліп на пісню «Μη Μιλάς», прем'єра якого відбулася 7 жовтня. Великим успіхом Сабаніса в 2013 році стала пісня «Μην ξαναρθείς», яку він написав для альбому Антоніса Ремоса «I Kardia Me Pigainei Emena». Пісня стала справжнім хітом і очолювала список ТОР 5 найкращих пісень тижня Super Airplay. 15 вересня 2013 року Cobalt Music випустив пісню «Δεν Θέλω Επαφή», яка стала титульною піснею нового альбому Паноса Кіамоса. З перших же днів пісня впевнено зайняла позицію № 1 в офіційному чарті радіо,. Взимку 2013—2014 років Йоргос Сабаніс співає на сцені ACRO Club в Афінах. Разом с Сабанісом виступає гурт Hashtag. Прем'єра програми відбулася 18 жовтня 2013 року . Співпрацю з клубом Acro співак продовжує і взимку 2014 — 2015 років . 6 листопада 2014 року буде представлений новий альбом Йоргоса «Μόνο Εξ’ Επαφής», музику до всіх пісень альбому (10) написав Сабаніс, автором тексту є Елеана Врахалі. Альбом вийшов під ліцензією Cobalt Music і вже 4 листопада компанія виклала пісні альбому на YouTube (official Audio Release).

## Дискографія
- 2007: Κάπου αλλού
- 2008: Χαράματα
- 2009: Μέρες Που Δεν Σου Είπα Σ' Αγαπώ
- 2011: Μυστήριο Τρένο
- 2012: Δεν είμαι ήρωας
- 2014: Μόνο Εξ’ Επαφής (платиновий [20])

## Нагороди
- 2013 Mad Video Music Awards: Найкращий поп-рок відео кліп «Ora Miden» [21]
- 2016 Mad Video Music Awards: Найкращий поп-рок выдеокліп «Πριν πεις Σαγαπώ»[22]